# مودل (الیگودرز)
مودل یک روستا در ایران است که در دهستان ذلقی غربی واقع شده‌است.